# 中華眼鏡蛇
，在廣東、香港俗稱飯鏟頭，台灣則稱之為眼鏡蛇、飯匙倩、飯匙蛇、飯匙銃（台羅；pn̄g-sî-tshìng）、膨頸蛇、五毒蛇。屬於眼鏡蛇科，分布於中國大陸南部、台灣和越南北部的中低海拔地區，屬大型蛇類，身上有細環紋、頸背部具白色環紋，由於被激怒時前身昂起，且膨大頸部後方花紋呈眼鏡狀，故被稱做為眼鏡蛇，為台灣六大毒蛇之一。

## 習性

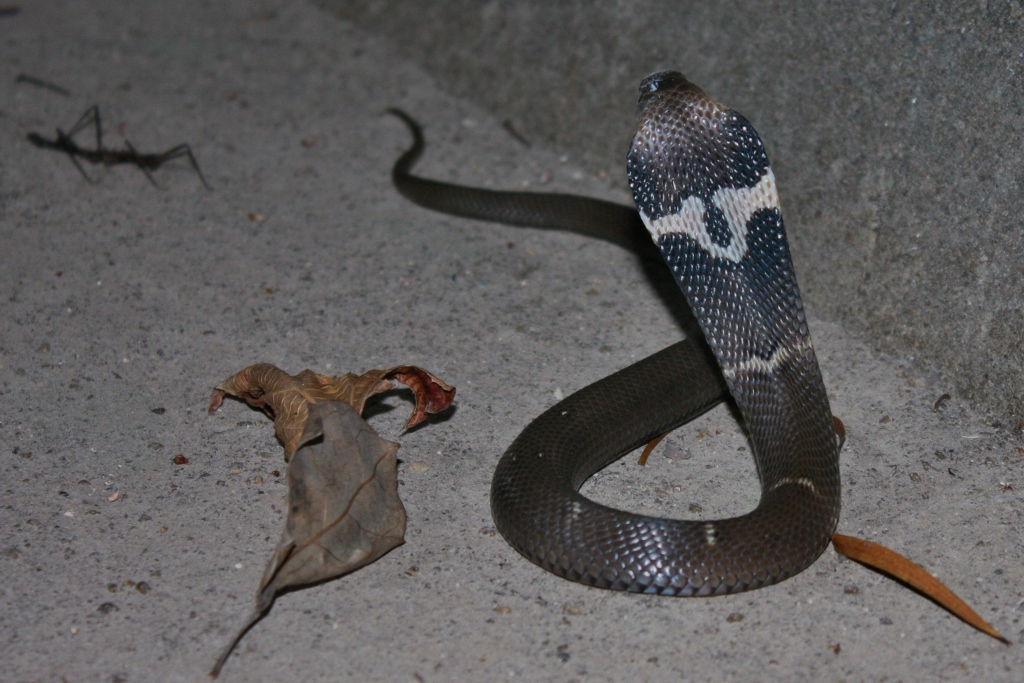
清楚呈現頸部花紋的眼鏡蛇

主要棲息於山區、農墾地，在白天活動，但遇到天氣較為悶熱的時候，會改在黃昏活動，遇到威脅時會將頭部昂起頸部擴張成扁平狀，通常不會主動攻擊。以魚類、兩栖類、鳥類和小型哺乳動物為食物。

## 毒性
中華眼鏡蛇的毒性強烈，LD50值為0.53mg/kg，其毒性能致人於死地，而中華眼鏡蛇每次攻擊都能排放219毫克的毒液，其毒液裏含有神經毒素，會破壞受害者的神經系統，受害者會因呼吸困難或心跳減弱而死亡，但由於現今的醫療技術越趨提高，血清的數量也頗多，所以很少有人因被中華眼鏡蛇咬而死亡。

## 繁殖
每年的5月交配，夏天時產卵，卵需1至2個月的孵化時間，剛出生的小蛇約有20公分，最大可長至約2公尺。飯匙倩在台灣保育等級屬於不應予保育類。

## 保育狀況
- 其被列為《瀕危野生動植物種國際貿易公約》附錄二的物種，被限制出口及貿易。
- 本种于2023年被收录入《有重要生态、科学、社会价值的陆生野生动物名录》[30]。